# 852年
| 千纪： | 1千纪                                                                                           |
| 世纪： | 8世纪 \| 9世纪 \| 10世纪                                                                        |
| 年代： | 820年代 \| 830年代 \| 840年代 \| 850年代 \| 860年代 \| 870年代 \| 880年代                       |
| 年份： | 847年 \| 848年 \| 849年 \| 850年 \| 851年 \| 852年 \| 853年 \| 854年 \| 855年 \| 856年 \| 857年 |
| 纪年： | 壬申年（猴年）；唐大中六年；南诏天启十三年；日本仁壽二年；渤海国咸和二十二年                    |

## 大事记
- 瓜達拉塞提戰役，後伍麥亞王朝穆罕默德一世指揮的穆斯林部隊擊敗阿斯圖里亞斯王國與潘普洛納王國的聯軍。

## 出生
- 後梁太祖朱全忠（852年－912年）原名朱溫（60岁）
- 南吳太祖楊行密
- 馬殷，五代十國時期南楚開國君王。
- 钱镠，五代十國時期吴越開國君王。

## 逝世
- 杜牧，唐朝诗人（803年出生，49岁）